# Крістіна Гофф Соммерс
Крістін Гофф Соммерс (англ. Christina Hoff Sommers) — американська вчена, філософ, письменниця, широко відома своєю критикою фемінізму кінця XX — початку XXI століть. Авторка багатьох робіт про фемінізм та антифемінізм в сучасній американській культурі та науці.
Освіту здобула в Нью-Йоркському університеті в 1971 році, а ступінь доктора філософії (англ. PhD in philosophy) у Брандейському університеті штату Массачусетс у 1979. Спеціалізуються на етиці; науковиця-резидентка Американського інституту підприємництва.

## Позиція
Позиції та соціально-філософські праці Крістін Гофф Соммерс характеризувалися Стенфордською енциклопедією філософії як «справедливий фемінізм», класично-ліберальною або лібертаріанською феміністичною перспективою, де головна політична роль фемінізму полягає в тому, щоб забезпечити право проти примусового втручання не порушується. Крістін Гофф Соммерс протиставляє «справедливий фемінізм» з «жертовним фемінізмом» та «гендерним фемінізмом», стверджуючи, що сучасна феміністична думка часто містить «ірраціональну ворожнечу до чоловіків» і «не здатна серйозно розглянути можливість того, що статі рівні, але різні».
Найбільшу громадську увагу привернули її книги «Хто вкрав фемінізм: як жінки зрадили жінок» та «Війни проти хлопців: як неправильний фемінізм шкодить нашим молодим чоловікам». Публікувалася в різних засобах масової інформації, серед яких The New York Times, Magazine Time та The Atlantic. Авторка відеоблогу «Фактичний фемініст» (англ. The Factual Feminist).